# Kelly Macdonald
Kelly Macdonald (Glasgow, 23 febbraio 1976) è un'attrice britannica.

## Biografia
I suoi genitori si separano quando lei ha 9 anni e cresce con la madre. Dopo il college, inizia a studiare recitazione, debuttando nel film di Trainspotting (1996) di Danny Boyle. In seguito ottiene ruoli in Elizabeth (1998), Splendidi amori (1999), La perdita dell'innocenza (1999) e La mia vita fino ad oggi (1999). Nel 2001 ottiene il ruolo della cameriera Mary nel film di Robert Altman Gosford Park; successivamente partecipa al film Neverland - Un sogno per la vita (2004).
Nel 2007 lavora per i fratelli Coen nel pluripremiato Non è un paese per vecchi e recita in Soffocare, tratto dall'omonimo romanzo di Chuck Palahniuk.
Nel 2011 ottiene una candidatura al Golden Globe per la miglior attrice non protagonista in una serie per l'interpretazione nella serie televisiva Boardwalk Empire - L'impero del crimine e, nello stesso anno, partecipa al capitolo conclusivo della saga di Harry Potter, Harry Potter e i Doni della Morte - Parte 2, nel ruolo della Dama Grigia. Nel 2012 è nel cast di Anna Karenina, a fianco di Keira Knightley, nella parte di Dolly.

## Vita privata
Nel 2003 sposa il bassista scozzese Dougie Payne, componente dei Travis, dal quale ha due figli, Freddie Peter (2008) e Theodore William (2012). La coppia annuncia la separazione nel mese di settembre del 2017.

## Filmografia

### Cinema
- Trainspotting, regia di Danny Boyle (1996)
- Stella Does Tricks (1996)
- La cugina Bette (Cousin Bette) (1998)
- Elizabeth, regia di Shekhar Kapur (1998)
- Splendidi amori (Splendor), regia di Gregg Araki (1999)
- Entropy - Disordine d'amore (Entropy), regia di Phil Joanou (1999)
- La perdita dell'innocenza (The Loss of Sexual Innocence) (1999)
- La mia vita fino ad oggi (My Life So Far), regia di Hugh Hudson (1999)
- Two Family House (2000)
- Gosford Park, regia di Robert Altman (2001)
- Intermission, regia di John Crowley (2003)
- Neverland - Un sogno per la vita (Finding Neverland), regia di Marc Forster (2004)
- Guida galattica per autostoppisti (The Hitchhiker's Guide to the Galaxy), regia di Garth Jennings (2005)
- Nanny McPhee - Tata Matilda (Nanny McPhee), regia di Kirk Jones (2005)
- Jonathan, episodio di All the Invisible Children (2005)
- A Cock and Bull Story, regia di Michael Winterbottom (2006)
- Non è un paese per vecchi (No Country for Old Men), regia di Joel ed Ethan Coen (2007)
- The Merry Gentleman, regia di Michael Keaton (2008)
- Soffocare (Choke), regia di Clark Gregg (2008)
- L'occhio del ciclone - In the Electric Mist (In the Electric Mist), regia di Bertrand Tavernier (2008)
- Harry Potter e i Doni della Morte - Parte 2 (Harry Potter and the Deathly Hallows - Part 2), regia di David Yates (2011)
- Una sposa in affitto (The Decoy Bride), regia di Sheree Folkson (2011)
- Anna Karenina, regia di Joe Wright (2012)
- Special Correspondents, regia di Ricky Gervais (2016)
- T2 Trainspotting, regia di Danny Boyle (2017)
- Okja, regia di Bong Joon-ho (2017)
- Vi presento Christopher Robin (Goodbye Christopher Robin), regia di Simon Curtis (2017)
- The Child in Time, regia di Julian Farino (2017)
- Puzzle, regia di Marc Turtletaub (2018)
- Holmes & Watson - 2 de menti al servizio della regina (Holmes & Watson), regia di Etan Cohen (2018)
- L'arma dell'inganno - Operation Mincemeat (Operation Mincemeat), regia di John Madden (2021)
- I Came By, regia di Babak Anvari (2022)

### Televisione
- La ragazza nel caffè (The Girl in the Café), regia di David Yates – film TV (2005)
- Boardwalk Empire - L'impero del crimine (Boardwalk Empire) – serie TV, 45 episodi (2010-2014)
- Black Mirror – serie TV, 1 episodio (2016)
- The Victim, regia di Niall MacCormick – miniserie TV (2019)
- Giri / Haji - Dovere / Vergogna (Giri/Haji) – serie TV (2019)
- Line of Duty – serie TV, 7 episodi (2021)
- Star Wars: Skeleton Crew – serie TV, episodi 1x05-1x06 (2024)
- Dept. Q - Sezione casi irrisolti (Dept. Q) – serie TV, 9 episodi (2025)

### Doppiatrice
- Ribelle - The Brave (Brave), regia di Mark Andrews e Brenda Chapman (2012)
- Ralph spacca Internet (Ralph Breaks the Internet), regia di Phil Johnston e Rich Moore (2018)

## Riconoscimenti
- Golden Globe
  - 2006 – Candidatura per la miglior attrice in una mini-serie o film per la televisione per La ragazza nel caffè
  - 2011 – Candidatura per la miglior attrice non protagonista in una serie per Boardwalk Empire – L'impero del crimine
  - 2012 – Candidatura per la miglior attrice non protagonista in una serieper Boardwalk Empire – L'impero del crimine

- Primetime Emmy Awards
  - 2006 – Migliore attrice non protagonista in una miniserie o film per la televisione per La ragazza nel caffè
  - 2011 – Candidatura per la miglior attrice non protagonista in una serie tv drammatica per Boardwalk Empire – L'impero del crimine

- British Academy Film Awards
  - 2008 – Candidatura per la migliore attrice non protagonista per Non è un paese per vecchi

- Festival internazionale del cinema di Berlino
  - 1999 – Shooting Stars Award

- Screen Actors Guild Award
  - 2002 – Miglior cast cinematografico per Gosford Park (condiviso con il resto del cast)
  - 2008 – Miglior cast cinematografico per Non è un paese per vecchi (condiviso con il resto del cast)
  - 2011 – Miglior cast in una serie drammatica per Boardwalk Empire – L'impero del crimine (condiviso con il resto del cast)
  - 2012 – Miglior cast in una serie drammatica per Boardwalk Empire – L'impero del crimine (condiviso con il resto del cast)
  - 2013 – Candidatura per il miglior cast in una serie drammatica per Boardwalk Empire – L'impero del crimine (condivisa con il resto del cast)
  - 2018 – Candidatura per il miglior cast in una serie drammatica per Boardwalk Empire – L'impero del crimine (condivisa con il resto del cast)

- National Board of Review
  - 2007 – Miglior cast per Non è un paese per vecchi (condiviso con il resto del cast)

- Satellite Awards
  - 2002 – Miglior cast per Gosford Park (condiviso con il resto del cast)
  - 2011 – Candidatura per la migliore attrice non protagonista in una serie, mini-serie o film per la televisione per Boardwalk Empire – L'impero del crimine

- Sundance Film Festival
  - 2008 – Premio speciale della giuria per il cast di Soffocare (condiviso con Sam Rockwell, Anjelica Huston e Brad William Henke)

- British Academy Film Awards (Scotland)
  - 1997 – Candidatura per la miglior attrice per Trainspotting
  - 2019 – Miglior attrice televisiva per The Victim

- Crime Thriller Awards
  - 2011 – Candidatura al Premio Dagger per la miglior attrice non protagonista per Boardwalk Empire – L'impero del crimine
  - 2012 – Premio Dagger per la miglior attrice non protagonista per Boardwalk Empire – L'impero del crimine

- Critics' Choice Television Awards
  - 2011 – Candidatura per la miglior attrice non protagonista in una serie tv drammatica per Boardwalk Empire – L'impero del crimine
  - 2012 – Candidatura per la miglior attrice non protagonista in una serie tv drammatica per Boardwalk Empire – L'impero del crimine

- G old Derby Awards
  - 2006 – Candidatura per la miglior attrice protagonista in una serie/miniserie televisiva per La ragazza nel caffè
  - 2008 – Miglior cast per Non è un paese per vecchi (condiviso con il resto del cast)
  - 2011 – Candidatura per la miglior attrice drammatica non protagonista per Boardwalk Empire – L'impero del crimine
  - 2012 – Candidatura per il miglior cast per Harry Potter e i Doni della Morte – Parte 2 (condivisa con il resto del cast)

- Online Film & Television Association
  - 2005 – Candidatura per la miglior attrice in un film o miniserie per La ragazza nel caffè
  - 2011 – Candidatura per la miglior attrice non protagonista in una serie drammatica per Boardwalk Empire – L'impero del crimine
  - 2012 – Candidatura per la miglior attrice non protagonista in una serie drammatica per Boardwalk Empire – L'impero del crimine
  - 2013 – Candidatura per il miglior doppiaggio per Ribelle – The Brave (per Merida)

- Online Film Critics Society Awards
  - 2002 – Miglior cast per Gosford Park (condiviso con il resto del cast)
  - 2008 – Candidatura per la miglior attrice non protagonista per Non è un paese per vecchi

- Independent Spirit Awards
  - 2001 – Candidatura per la miglior attrice protagonista per Two Family House

- Florida Film Critics Circle Awards
  - 2002 – Miglior cast per Gosford Park (condiviso con il resto del cast)

- Broadcast Film Critics Association Awards
  - 2002 – Miglior cast corale per Gosford Park (condiviso con il resto del cast)

- Phoenix Film Critics Society Awards
  - 2002 – Candidatura per il miglior cast per Gosford Park (condivisa con il resto del cast)

- Empire Awards
  - 2003 – Candidatura per la miglior attrice britannica per Gosford Park

- Village Voice Film Poll
  - 2007 – Candidatura per la miglior attrice non protagonista per Non è un paese per vecchi

- Houston Film Critics Society Awards
  - 2008 – Candidatura per la miglior attrice non protagonista per Non è un paese per vecchi

- London Critics Circle Film Awards
  - 2008 – Attrice non protagonista dell'anno per Non è un paese per vecchi (ex aequo con Vanessa Redgrave per Espiazione)

- International Online Film Critics' Poll
  - 2009 – Candidatura per la miglior attrice non protagonista per Non è un paese per vecchi

- Evening Standard British Film Awards
  - 2010 – Candidatura per la miglior attrice per The Merry Gentleman

- Festival della televisione di Monte Carlo
  - 2012 – Candidatura alla Ninfa d'oro per la miglior attrice in una serie drammatica per Boardwalk Empire – L'impero del crimine

- Alliance of Women Film Journalists Awards
  - 2013 – Miglior animazione femminile per Ribelle – The Brave (per Merida)

- Annie Award
  - 2013 – Candidatura per il miglior doppiaggio in un film d'animazione per Ribelle – The Brave (per Merida)

- British Independent Film Awards
  - 2017 – Candidatura per la miglior attrice non protagonista per Vi presento Christopher Robin

## Doppiatrici italiane
Nelle versioni in italiano delle opere in cui ha recitato, Kelly Macdonald è stata doppiata da:
- Ilaria Latini in Alias, Non è un paese per vecchi, Anna Karenina, Vi presento Christopher Robin, The Victim
- Chiara Colizzi in Intermission, Soffocare, Una sposa in affitto
- Valentina Mari in Two Family House, Gosford Park
- Francesca Manicone in Guida galattica per autostoppisti, Boardwalk Empire - L'impero del crimine
- Georgia Lepore in Trainspotting, T2: Trainspotting
- Myriam Catania in La perdita dell'innocenza, La mia vita fino ad oggi
- Daniela Calò in Harry Potter e i Doni della Morte - Parte 2, Special Correspondents
- Ilaria Stagni in Neverland - Un sogno per la vita
- Rossella Acerbo in Nanny McPhee - Tata Matilda
- Emanuela Pacotto in Splendidi amori
- Daniela Abbruzzese in Black Mirror
- Mattea Serpelloni in Giri / Haji - Dovere / Vergogna
- Benedetta Degli Innocenti ne L'arma dell'inganno - Operation Mincemeat
- Emanuela Damasio in Star Wars: Skeleton Crew
- Mattea Serpelloni in Dept. Q - Sezione casi irrisolti

Da doppiatrice è sostituita da:
- Rossa Caputo in Ribelle - The Brave, Ralph spacca Internet